# Tasi Gáspár
Tasi Gáspár (17. század) katolikus pap, író, fordító, kamarai tanácsos.

## Művei
- Lelki-Kalendárium. Az-az, Tizen-két Elmélkedés Az esztendőnek tizenkét holnapira úgy rendeltetett, hogy minden-nap egy-egy czikkelyről elmélkedhessünk; a Vétkeknek ki-irtására, és lelkünkben a Jószágos erkölchöknek béoltására, igen szükséges és hasznos. Bécs, 1627. (Németből ford.)
- Elménknek Istenben föl-menetelérűl a teremtet állatok Garádichin Robertus Bellarminus... Könyvechkéje. Bártfa, 1639.
- Öt Rövid Predikátzio, Húsz Színes Okokrúl, miért nem akarnak most némelly emberek Catholicusokká, vagy (a mint ők szóllanak) Pápistákká lenni. Mellyeket Bambergában Sz. Mártonnál predikállott; most pedig azoknak, kik kételkednek mellyik Hitre kellessék hajolniok, Lelki hasznokra nyomtatásban ki-bochátott, Feuktius Jakab. Fordítás magyarra, Pozsony, 1640.